# Вернер Нільсен
Вернер Нільсен (англ. Werner Nilsen, 4 лютого 1904, Шієн — 10 травня 1992, Сент-Луїс) — американський футболіст, що грав на позиції нападника, зокрема, за клуби «Сент-Луїс Шемрокс» та «Фолл-Ривер Марксмен», а також національну збірну США. По завершенні ігрової кар'єри — тренер.

## Клубна кар'єра
У футболі дебютував виступами за команду «Скієнс Гране».
Своєю грою за цю команду привернув увагу представників тренерського штабу клубу «Норегіан-Американс», до складу якого приєднався 1923 року. Відіграв за них наступні два сезони своєї ігрової кар'єри.
1925 року уклав контракт з клубом «Губ», у складі якого провів наступний рік своєї кар'єри гравця.
З 1926 року три сезони захищав кольори клубу «Бостон».  Більшість часу, проведеного у складі «Бостона», був основним гравцем атакувальної ланки команди. У складі «Бостона» був одним з головних бомбардирів команди, маючи середню результативність на рівні 0,53 голу за гру першості.
Згодом з 1929 по 1932 рік грав у складі «Фолл-Ривер Марксмен» та «Нью-Бедфорд Вейлерс».
З 1932 року п'ять сезонів захищав кольори «Сент-Луїс Шемрокс», який двічі міняв назву.
1937 року перейшов до клубу «Саус Сайд Редіо», за який відіграв один сезон. Завершив професійну кар'єру футболіста у 1938 році.

## Виступи за збірну
1934 року дебютував в офіційних матчах у складі національної збірної США. Протягом кар'єри у національній команді провів у її формі 2 матчі.
Зіграв у відборі на ЧС-1934 з Мексикою (4-2) і на чемпіонаті світу 1934 року в Італії з господарями (1-7).

## Кар'єра тренера
Розпочав тренерську кар'єру, повернувшись до футболу після невеликої перерви, 1946 року, очоливши тренерський штаб клубу «Сент-Луїс Рейдерс». Досвід тренерської роботи обмежився цим клубом.
Помер 10 травня 1992 року на 89-му році життя у місті Сент-Луїс.